# Профет, Нэнси Элизабет
Нэнси Элизабет Профет (урождённая Нэнси Элизабет Профитт (англ. Nancy Elizabeth Prophet); 19 марта 1890, Уорик Род-Айленд — 13 октября 1960, Провиденс, США) — американская художница и скульптор.

## Жизнь и творчество
Родилась в семье смешанного происхождения. Её отец, Уильям Г. Профитт, был индейцем из племени наррагансетт, мать, Роза У. Профитт, — афро-американка. Отец был простым уличным рабочим, мать — поваром. Нэнси была средним ребёнком из троих детей, и единственной девочкой. В 1932 году художница изменила свою фамилию на «Профет»; Prorhet в пер с английского — «пророк».
Несмотря на то, что Нэнси с детства проявляла интерес к рисунку и художественному творчеству, её родители находили такие занятия непрактичными. Девочка уже в 15 лет работает по хозяйству по найму. После окончания школы девушка остаётся в Род-Айленде и следующие 5 лет работает прислугой в различных богатых домах, а также в суде стенографисткой. В 1914 году она поступает в Род-Айлендскую школу дизайна — она стала первая цветная среди студенток этого учебного заведения, которое она успешно оканчивает в 1918 году. В Школе дизайна Профет изучает живопись и графическое искусство, в первую очередь портретное. После окончания учёбы в школе она также посещает здесь курс скульптуры. Не добившись проведения отдельной выставки своих работ в Провиденсе, девушка собирается во Францию. Более живописью она не занимается.
Во время учёбы, в 1915 году Нэнси выходит замуж за Френсиса Форда. Форд работал в ресторане в Провиденсе и был Нэнси на 10 лет старше. Детей они не имели и развелись в 1932 году.
В августе 1922 года Нэнси Профет приезжает в Париж, снимает студию на Монпарнасе и поступает в Школу изящных искусств (École des Beaux-Art), где изучает скульптуру. В Париже она живёт и работает в течение 12 лет. Свои жизненные впечатления, свои как успехи, так и неудачи она излагает в дневниковых записях, составивших брошюру в 46 страниц рукописного текста. Это сочинение указывает и на деятельную художественную активность Нэнси, и на присущие ей в тот период депрессивные состояния. В Школе изящных искусств её учителем был Виктор Жозеф Сегонтен, известный своими бюстами, статуями и искусно выполненными надгробиями. Под руководством Сегонтена девушка в 1924 году выставляется в Осеннем салоне (Salon 'Àutomne). Среди других её преподавателей следует назвать швейцарца Оскара Вальдмана (дерево) и польского скульптора Кусовского (по мрамору). Выставляясь в Салоне, Нэнси Профет избегает работать в авангардистском стиле. Проживая в Париже, художница постоянно находилась в стеснённых материальных обстоятельствах.
Осенью 1925 года она на полгода переезжает в другую студию, «Vercingetroix», в которой в прошлом жили и работали известные мастера живописи — Морис Стерн и Патрик Брюс (в 1904). Причиной переезда было желание Нэнси расстаться со своим мужем. Здесь она создаёт свою первую в человеческий рост статую, La Volonté. В Париже в 1920-е — 1930-е годы к Нэнси Э.Профет приходит известность. Прошедшая в 1929 году выставка французских скульпторов в США прошла для неё успешно, Профет получает здесь премию Хармон за лучшую скульптуру. Следует также отметить её деревянную скульптуру «Конголезка»(за 1931 год).
После возвращения в 1932 году в США Н. Э. Профет выставляет свои работы в галереях Нью-Йорка и Провиденса. В 1932 она удостаивается первой премии Художественной ассоциации Ньюпорта. В 1935 и 1937 годах Нэнси Профет принимает участие в художественных биеннале в Нью-Йоркском музее Уитни, в 1940 — в Международной выставке скульптуры в Филадельфийском музее искусств. С 1934 года преподаёт скульптуру в Атланте, в колледже Спельмана, а также занимает профессорскую кафедру в университете Атланты. Затем там же читает лекции и по архитектуре и истории искусств. В 1945 году она возвращается в Род-Айленд и тут включается в борьбу за расовое равноправие и за права индейского населения. В 1951 году Профет принимает католичество.

## Выставки
- 1924: Salon d’Automne;
- 1928: Выставка в честь 50-летия Род-Айлендской Школы дизайна
- 1929:
  - Бостонская ассоциация независимых художников (Boston Society of Independent Artists)
  - Выставка Общества французских художников (Société des Artistes Français)
- 1931-32: Salon d’Automne
- 1930-е: Форд Хармон и биеннале музея Уитни (Harmon Foundation and Whitney Biennial)
- 1945: Выставка в Публичной библиотеке Провиденса (Providence Public Library)
- 1978: «Четверо из Провиденса» («Four from Providence»), Галерея Баннистер в колледже Род-Айленда (Bannister Gallery of Rhode Island College)

## Галерея

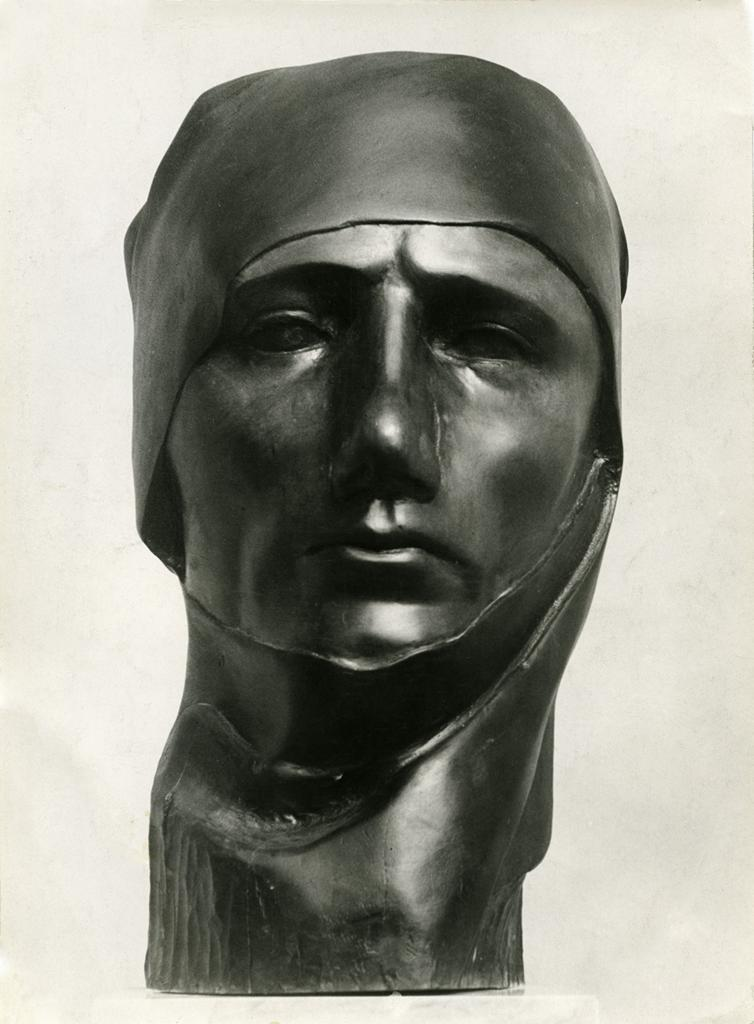
Недовольство
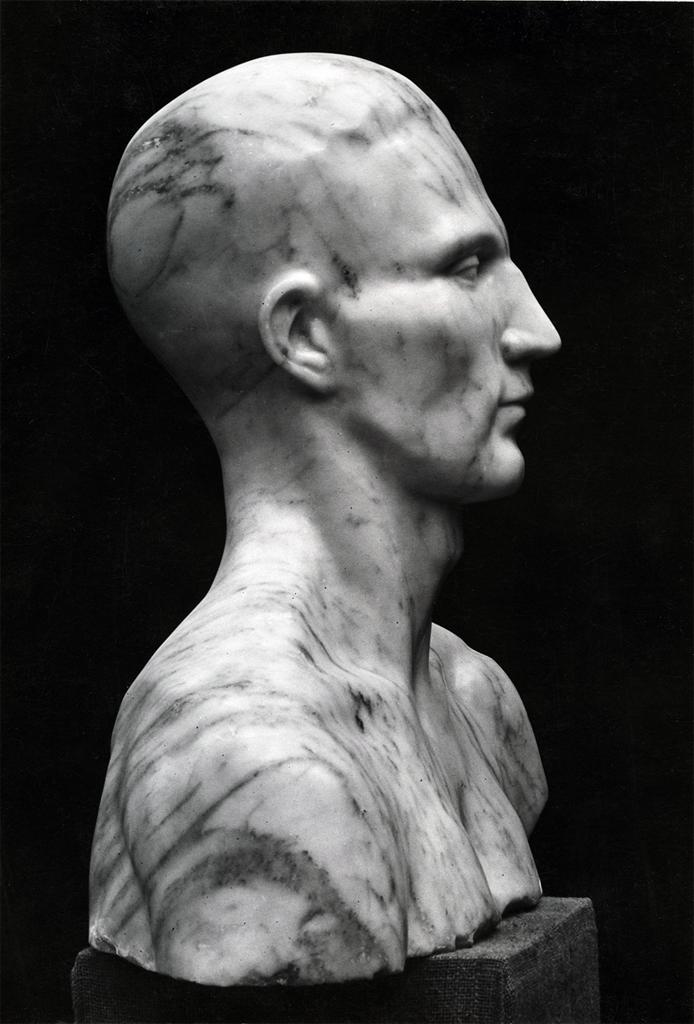
Молчание
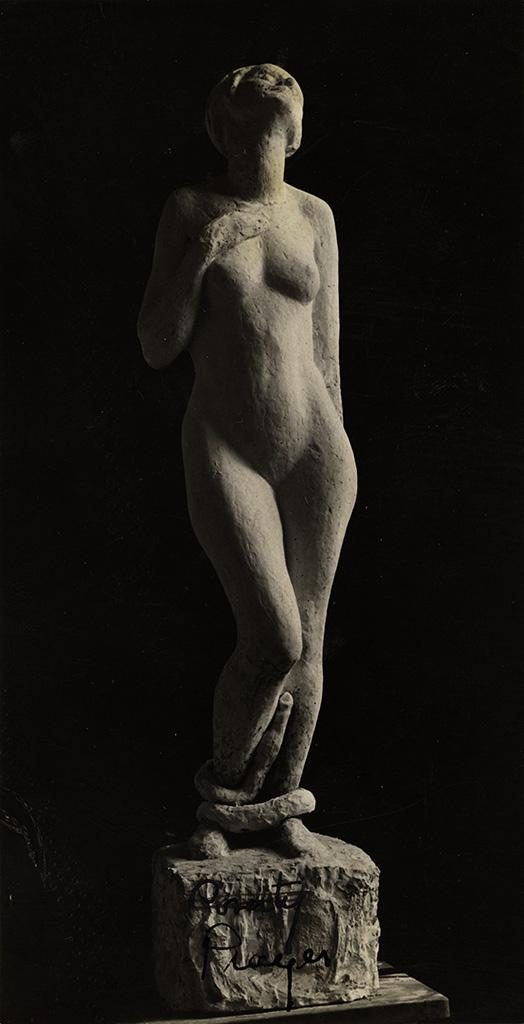
Бедность (1926)
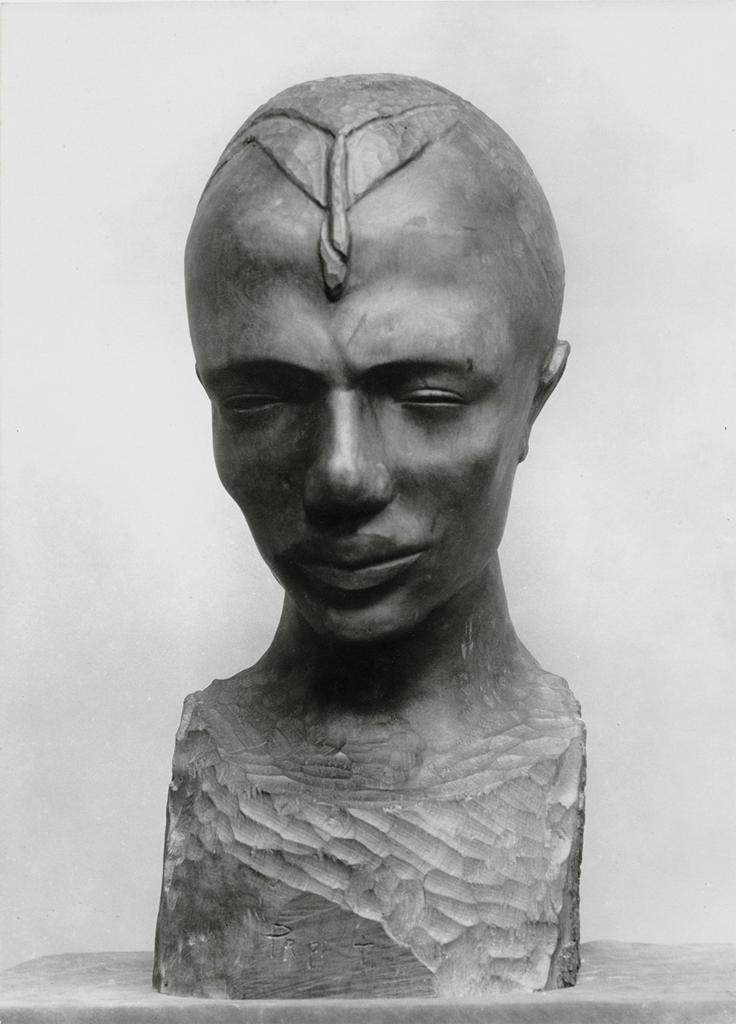
Конголезка (1931)
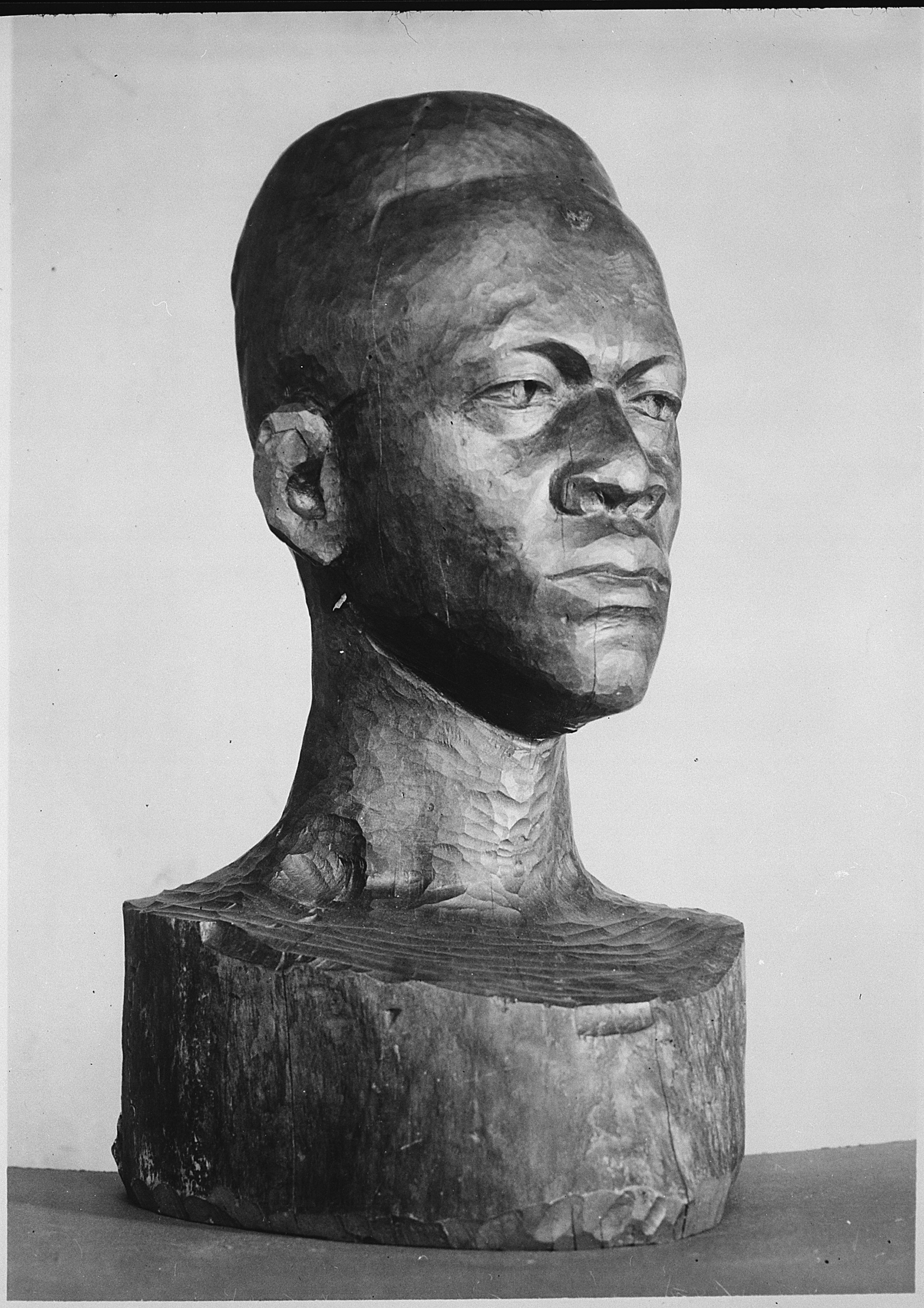
Голова негра (1931-1932)